# 1243
Il 1243 (MCCXLIII in numeri romani) è un anno  del XIII secolo.

## Eventi
Viene eletto Papa Innocenzo IV.

## Nati
- 31 maggio - Giacomo II di Maiorca, re († 1311)
- 6 giugno - Alice di Bretagna, nobildonna francese († 1288)
- 28 giugno - Go-Fukakusa, imperatore giapponese († 1304)
- 11 luglio - Robert Bruce, VI signore di Annandale, nobile e cavaliere medievale scozzese († 1304)
- 2 settembre - Gilberto di Clare, VII conte di Gloucester, nobile e condottiero inglese († 1295)
- Pietro Crisci da Foligno, religioso italiano († 1323)
- Giovanni Gersen, monaco cristiano italiano
- Leutold I di Kuenring-Dürnstein, nobile austriaco († 1312)
- Guido di Montfort, condottiero inglese
- Domenico del Val, santo spagnolo († 1250)
- Zhenjin, principe mongolo († 1286)
- Guecellone VI da Camino, nobile italiano († 1272)
- Luigi di Castiglia, principe († 1279)
- Filippo di Courtenay († 1283)

## Morti
- 16 gennaio - Ermanno V di Baden, nobile tedesco
- 20 febbraio - Romano Bonaventura, cardinale, vescovo cattolico e diplomatico italiano
- 10 marzo - Cirillo III di Alessandria, vescovo cristiano orientale egiziano (n. 1175)
- 25 aprile - Bonifacio di Valperga, vescovo cattolico italiano
- 5 maggio - Hubert de Burgh, nobile inglese (n. 1170)
- 7 maggio - Hugh d'Aubigny, V conte di Arundel, conte
- 5 giugno - Costanza d'Austria, nobildonna tedesca (n. 1212)
- 15 ottobre - Edvige di Andechs, santa polacca (n. 1174)
- Uguccione Caqualoro, vescovo cattolico italiano
- Mosca dei Lamberti, politico e condottiero italiano
- Niccolò Maltraversi, vescovo cattolico e diplomatico italiano
- Nicola I di Alessandria, arcivescovo ortodosso egiziano
- Ponzio I di Urgell, nobile (n. 1216)
- Riccardo di San Germano, storico italiano
- Sancha II di León, regina (n. 1191)
- Margherita di Borgogna, nobildonna francese (n. 1192)

## Calendario
| Calendario 1243 | Calendario 1243 | Calendario 1243 | Calendario 1243 | Calendario 1243 | Calendario 1243 | Calendario 1243 | Calendario 1243 | Calendario 1243 | Calendario 1243 | Calendario 1243 | Calendario 1243 | Calendario 1243 | Calendario 1243 | Calendario 1243 | Calendario 1243 | Calendario 1243 | Calendario 1243 | Calendario 1243 | Calendario 1243 | Calendario 1243 | Calendario 1243 | Calendario 1243 | Calendario 1243 | Calendario 1243 | Calendario 1243 | Calendario 1243 | Calendario 1243 | Calendario 1243 | Calendario 1243 | Calendario 1243 | Calendario 1243 | Calendario 1243 |
| --------------- | --------------- | --------------- | --------------- | --------------- | --------------- | --------------- | --------------- | --------------- | --------------- | --------------- | --------------- | --------------- | --------------- | --------------- | --------------- | --------------- | --------------- | --------------- | --------------- | --------------- | --------------- | --------------- | --------------- | --------------- | --------------- | --------------- | --------------- | --------------- | --------------- | --------------- | --------------- | --------------- |
|                 | 1               | 2               | 3               | 4               | 5               | 6               | 7               | 8               | 9               | 10              | 11              | 12              | 13              | 14              | 15              | 16              | 17              | 18              | 19              | 20              | 21              | 22              | 23              | 24              | 25              | 26              | 27              | 28              | 29              | 30              | 31              |                 |
| Gennaio         | Gi              | Ve              | Sa              | Do              | Lu              | Ma              | Me              | Gi              | Ve              | Sa              | Do              | Lu              | Ma              | Me              | Gi              | Ve              | Sa              | Do              | Lu              | Ma              | Me              | Gi              | Ve              | Sa              | Do              | Lu              | Ma              | Me              | Gi              | Ve              | Sa              |                 |
| Febbraio        | Do              | Lu              | Ma              | Me              | Gi              | Ve              | Sa              | Do              | Lu              | Ma              | Me              | Gi              | Ve              | Sa              | Do              | Lu              | Ma              | Me              | Gi              | Ve              | Sa              | Do              | Lu              | Ma              | Me              | Gi              | Ve              | Sa              |                 |                 |                 |                 |
| Marzo           | Do              | Lu              | Ma              | Me              | Gi              | Ve              | Sa              | Do              | Lu              | Ma              | Me              | Gi              | Ve              | Sa              | Do              | Lu              | Ma              | Me              | Gi              | Ve              | Sa              | Do              | Lu              | Ma              | Me              | Gi              | Ve              | Sa              | Do              | Lu              | Ma              |                 |
| Aprile          | Me              | Gi              | Ve              | Sa              | Do              | Lu              | Ma              | Me              | Gi              | Ve              | Sa              | Do              | Lu              | Ma              | Me              | Gi              | Ve              | Sa              | Do              | Lu              | Ma              | Me              | Gi              | Ve              | Sa              | Do              | Lu              | Ma              | Me              | Gi              |                 |                 |
| Maggio          | Ve              | Sa              | Do              | Lu              | Ma              | Me              | Gi              | Ve              | Sa              | Do              | Lu              | Ma              | Me              | Gi              | Ve              | Sa              | Do              | Lu              | Ma              | Me              | Gi              | Ve              | Sa              | Do              | Lu              | Ma              | Me              | Gi              | Ve              | Sa              | Do              |                 |
| Giugno          | Lu              | Ma              | Me              | Gi              | Ve              | Sa              | Do              | Lu              | Ma              | Me              | Gi              | Ve              | Sa              | Do              | Lu              | Ma              | Me              | Gi              | Ve              | Sa              | Do              | Lu              | Ma              | Me              | Gi              | Ve              | Sa              | Do              | Lu              | Ma              |                 |                 |
| Luglio          | Me              | Gi              | Ve              | Sa              | Do              | Lu              | Ma              | Me              | Gi              | Ve              | Sa              | Do              | Lu              | Ma              | Me              | Gi              | Ve              | Sa              | Do              | Lu              | Ma              | Me              | Gi              | Ve              | Sa              | Do              | Lu              | Ma              | Me              | Gi              | Ve              |                 |
| Agosto          | Sa              | Do              | Lu              | Ma              | Me              | Gi              | Ve              | Sa              | Do              | Lu              | Ma              | Me              | Gi              | Ve              | Sa              | Do              | Lu              | Ma              | Me              | Gi              | Ve              | Sa              | Do              | Lu              | Ma              | Me              | Gi              | Ve              | Sa              | Do              | Lu              |                 |
| Settembre       | Ma              | Me              | Gi              | Ve              | Sa              | Do              | Lu              | Ma              | Me              | Gi              | Ve              | Sa              | Do              | Lu              | Ma              | Me              | Gi              | Ve              | Sa              | Do              | Lu              | Ma              | Me              | Gi              | Ve              | Sa              | Do              | Lu              | Ma              | Me              |                 |                 |
| Ottobre         | Gi              | Ve              | Sa              | Do              | Lu              | Ma              | Me              | Gi              | Ve              | Sa              | Do              | Lu              | Ma              | Me              | Gi              | Ve              | Sa              | Do              | Lu              | Ma              | Me              | Gi              | Ve              | Sa              | Do              | Lu              | Ma              | Me              | Gi              | Ve              | Sa              |                 |
| Novembre        | Do              | Lu              | Ma              | Me              | Gi              | Ve              | Sa              | Do              | Lu              | Ma              | Me              | Gi              | Ve              | Sa              | Do              | Lu              | Ma              | Me              | Gi              | Ve              | Sa              | Do              | Lu              | Ma              | Me              | Gi              | Ve              | Sa              | Do              | Lu              |                 |                 |
| Dicembre        | Ma              | Me              | Gi              | Ve              | Sa              | Do              | Lu              | Ma              | Me              | Gi              | Ve              | Sa              | Do              | Lu              | Ma              | Me              | Gi              | Ve              | Sa              | Do              | Lu              | Ma              | Me              | Gi              | Ve              | Sa              | Do              | Lu              | Ma              | Me              | Gi              |                 |